# Darth Bane
Darth Bane egy kitalált karakter a Csillagok háborúja univerzumban. Első alkalommal a Csillagok háborúja I: Baljós árnyak regényváltozatában említik és azóta a Csillagok háborúja univerzum állandó szereplője. Darth Bane az egyik főgonosz a Jedi vs. Sith képregényekben, valamint a Darth Bane: A pusztítás útja, Darth Bane: A kettő szabálya és a Darth Bane: Gonosz dinasztia című regények főszereplője.
Darth Bane az egyik valaha élt leghatalmasabb Sith, akit a Sith rend nagymestere volt, a „kettő szabályának” megalkotója.
A hírek szerint az új Star Wars trilogiában is kap szerepet.

## Élete
Darth Bane a yavini csata előtt egy évezreddel ezelőtt élt, Dess néven született és apjával egy bányabolygón éltek, ahol 13 éves korától kellett ott dolgoznia. Itt tett szert rettentő izomzatára és testi erejére. Itt kezdtek erőhöz fűződő tettei megnyilvánulni. Rendre előre látott dolgokat, mielőtt azok megtörténtek volna. Sokszor segítette ez a képesség az életben maradását.
Miután egy verekedés miatt Dessel nem maradhatott a bányában, egy másik pénzforrás után kellett néznie. Szabakkozni kezdett és mivel előre látott bizonyos dolgokat, biztosra vette,  hogy nyerni fog. Nyert is, csak , hogy egy köztársasági katona lerészegedvén túlságosan bátornak érezte magát. Majdnem verekedést szított, de a kocsmáros leállította. Ezután az utcán várták meg Desselt. Vaksötétben verekedtek, de Dessel szinte mindent látott az erőnek köszönhetően. Végül megölte azt a köztársasági katonát, még ha nem is direkt pusztán önvédelemből. A bolygóról menekülnie kellett, és végül a Sithek seregében kötött ki.
Egy évvel később, mint kiemelkedő teljesítményű katona lépett elő és sikert sikerre halmozott. Éjjeljárók osztagának másodparancsnoka volt. De itt sem volt maradása. Azért, hogy az egész egység ne rohanjon a halálba, leütötte felettesét, és új parancsot adott ki. Később felettese magához tért és katonákkal elfogatta Dess-t. Börtönbe zárták és több napig étlen-szomjan tartották. Ezek után azt hitte kivégzik, de Lord Kopecz a sithek egyik sötét nagyura magával vitte a kietlen Korriban bolygóra, mert kimagaslónak érezte benne az erőt. Itt kezdődött Dessel igazi kiképzése. Új nevet vett fel magára: Bane (angolul "csapás", az apjától kapott gúnynév után).
Qordis nagyúrnak, aki a Korribanon működő akadémiát vezette, nem igazán volt szimpatikus Bane, de ezt annak is köszönhette , hogy ő (Qordis) és Kopecz nagyúr ellenségek voltak a múltban és nem szívelték egymást. Ebben az időben a Sithek eltértek a régi módszerektől és tanoktól. Kaan nagyúr egyesítette a Sitheket, akiket elvileg "egyenlőség" jellemzett, bár ez közel sem volt így. Ármánykodás és hazugság jellemezték az akadémiát. Az erős törvénye volt, aki gyenge volt, az szolgált, aki erős volt, uralkodott. Bár ez a szabály csak a háttérben működött, mások manipulásával. Bane kimagasló teljesítményű diák volt. Kiváló vívó és erős erőhasználó. Egy gyakorló párbaja során megölte egyik társát. Később elvesztette kapcsolatát az erővel és elgyengült, amit a Sirak nevű tanítvány kihasznált és kegyetlenül megalázta és bizonyította, hogy milyen gyenge lett Bane az erő nélkül. Könyvtárban rengeteg régi sith feljegyzéseit olvasta és próbálta rendbe hozni kapcsolatát az erővel. Eközben új tanítvány került az akadémiára. Githany volt az , egy számító vágyakkal és akarattal teli tanítvány 
Bane megmenekült. Visszatért a Sötétség Testvériségéhez és harcolt Hoth nagyúr irányítása alatt álló, a Fény Hadserege ellen a Ruusanon. Látva, hogy Bane él, Kaan elbátortalanadott, de engedélyezte neki, hogy részt vegyen a haditanácsban. Darth Bane megpróbálta felsorakoztatni a Sith nagyurakat egy agresszív erőtechnika mögé, ami, ha megfelelően hajtották volna végre, megsemmisítette volna a Fény Hadseregét. A nagyurak meditációban kapcsolódtak össze, de kitörtek belőle, mikor megérezték a félelmetes dühöt Bane szívében. Ahelyett, hogy megölte volna a Jediket, Bane pusztasággá változtatta az egykor zöldellő Ruusant.
Lord Kaan elpusztította összes ellenfelét egy gondolatbombával, egy Erőfegyverrel, ami öngyilkos módon minden élő energiáját elszívja a hatókörén belül. A Sötétség testvériségével együtt semmisült meg a Fény Hadserege a végső kataklizmában, ami magával vitte Kaant magát is. Bane, az egyetlen túlélő, a Valcyn nevű hajón hagyta el Ruusant. Ahogy a Dxun holdra igyekezett, megjelentek neki Qordis és Kaan szellemei, halott szemükben nem látott mást vádakat és bosszúvágyat.
A Dxunon Bane megtalálta Freedon Nadd üres sírboltját, a Sötét Jedi-ét, aki Exar Kun-t a gonoszság felé vezette háromezer évvel azelőtt. A rideg vasfalak között rálelt egy Sith Holocronra, amely a sötét oldal összegyűjtött titkait tartalmazta. Orbalisk nevű, furcsa paraziták lepték el Bane bőrét, ereibe adrenalint pumpáló, élő páncélt hozva létre felsőtestén.
Amikor előjött a sírboltból, már új elméletet követett az Erővel kapcsolatban. Előzőleg a sötét oldal túlságosan vékonyra szétterült, túl sok nagyúr között oszlott meg. Attól a ponttól kezdve, kijelentette, a Sithek sosem lesznek kettőnél többen:  egy mester és egy tanítvány – ahogy ez így volt Exar Kun és Ulic Qel-Droma esetében is. Miután meglelte saját tanítványát (Darth Zannah) a Ruusanon-on, Bane titokba burkolta a Sith Rendet, és megteremtette azt a hagyományt, amely szerint minden utódja megkapja a Darth nevet.

### Fordítás
Ez a szócikk részben vagy egészben  a   Darth Bane című angol Wikipédia-szócikk ezen változatának fordításán alapul.  Az eredeti cikk szerkesztőit annak laptörténete sorolja fel. Ez a jelzés csupán a megfogalmazás eredetét és a szerzői jogokat jelzi, nem szolgál a cikkben szereplő információk forrásmegjelöléseként.